# Parapercis hexophtalma
Espèce
La Pintade de mer ou Perche de sable à tache noire (Parapercis hexophtalma) est une espèce de poissons osseux de la famille des Pinguipédidés.

## Description

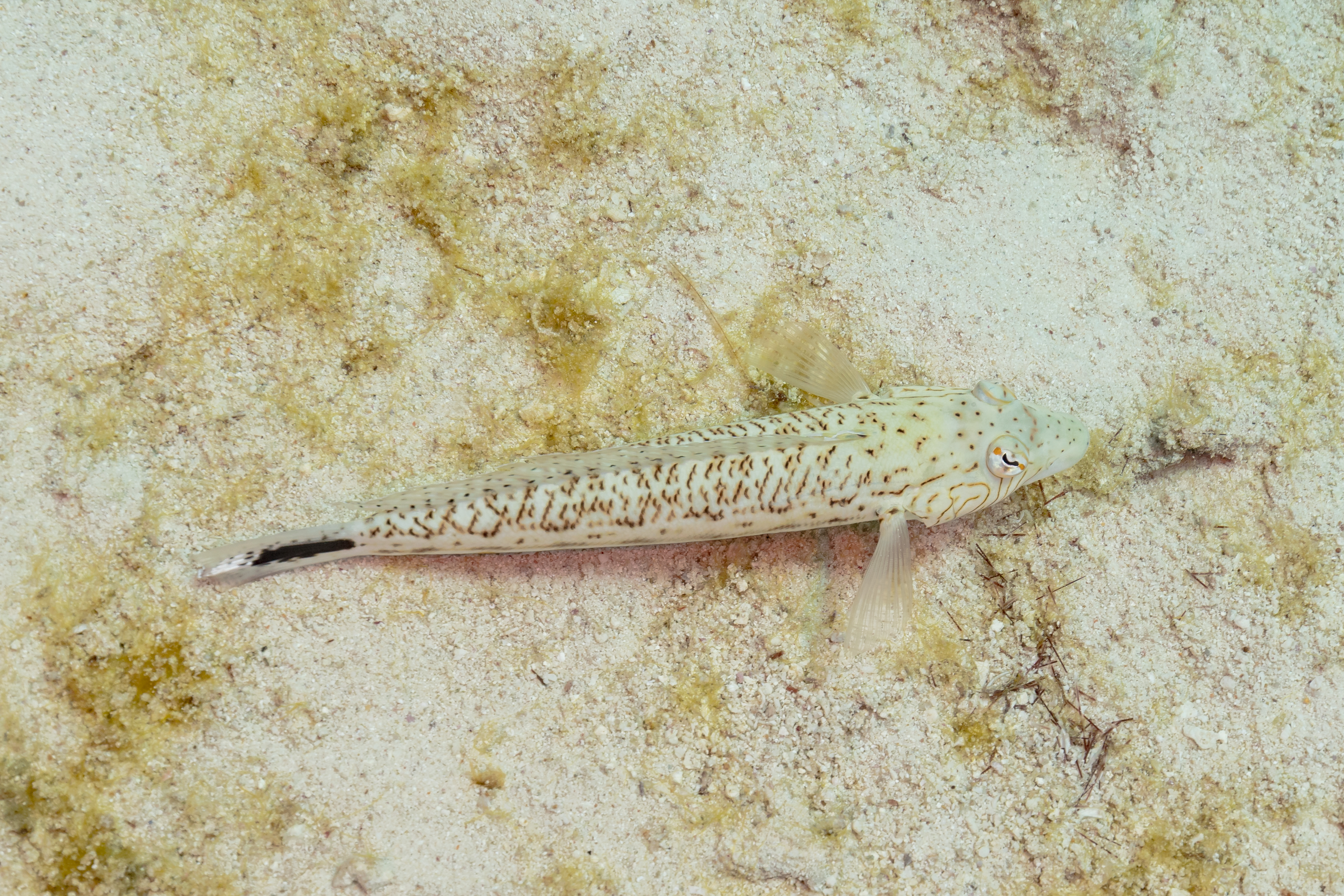
Parapercis hexophtalma au large de Charm el-Cheikh, Égypte. Mars 2022.

La pintade de mer s'identifie facilement par une grosse tache noire au centre de la nageoire caudale.

## Répartition
Océan Indien

## Nom vernaculaires
La description initiale de Cuvier nomme cette espèce percis à six ocelles. Depuis on lui a donné plusieurs autres noms : pintade de mer, pinge pintade, perche de sable à tache noire, parapercis ocellé, perche moucheté.

## Dimorphisme sexuel
Les livrées des mâles et des femelles diffèrent au niveau de la tête :

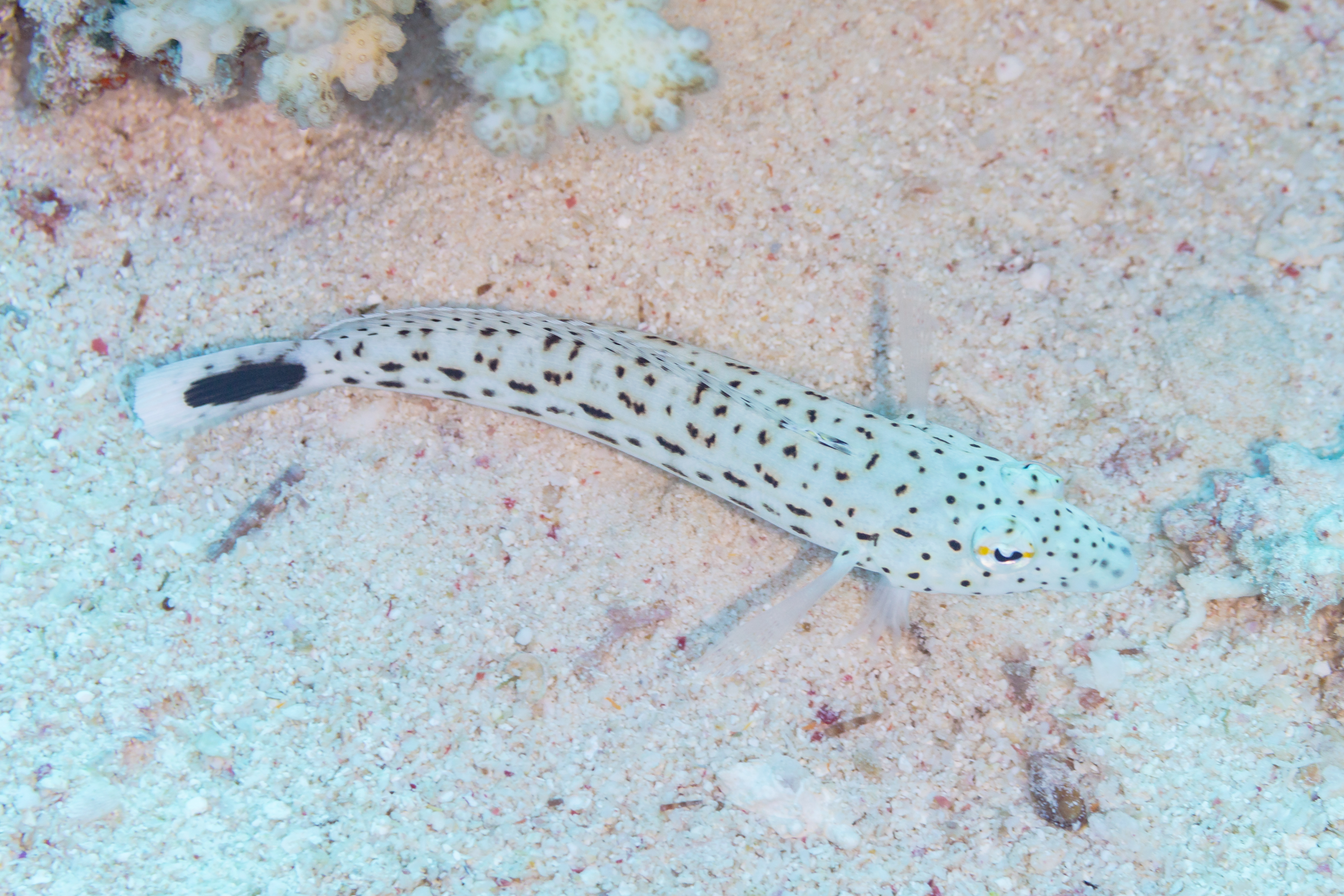
Femelle
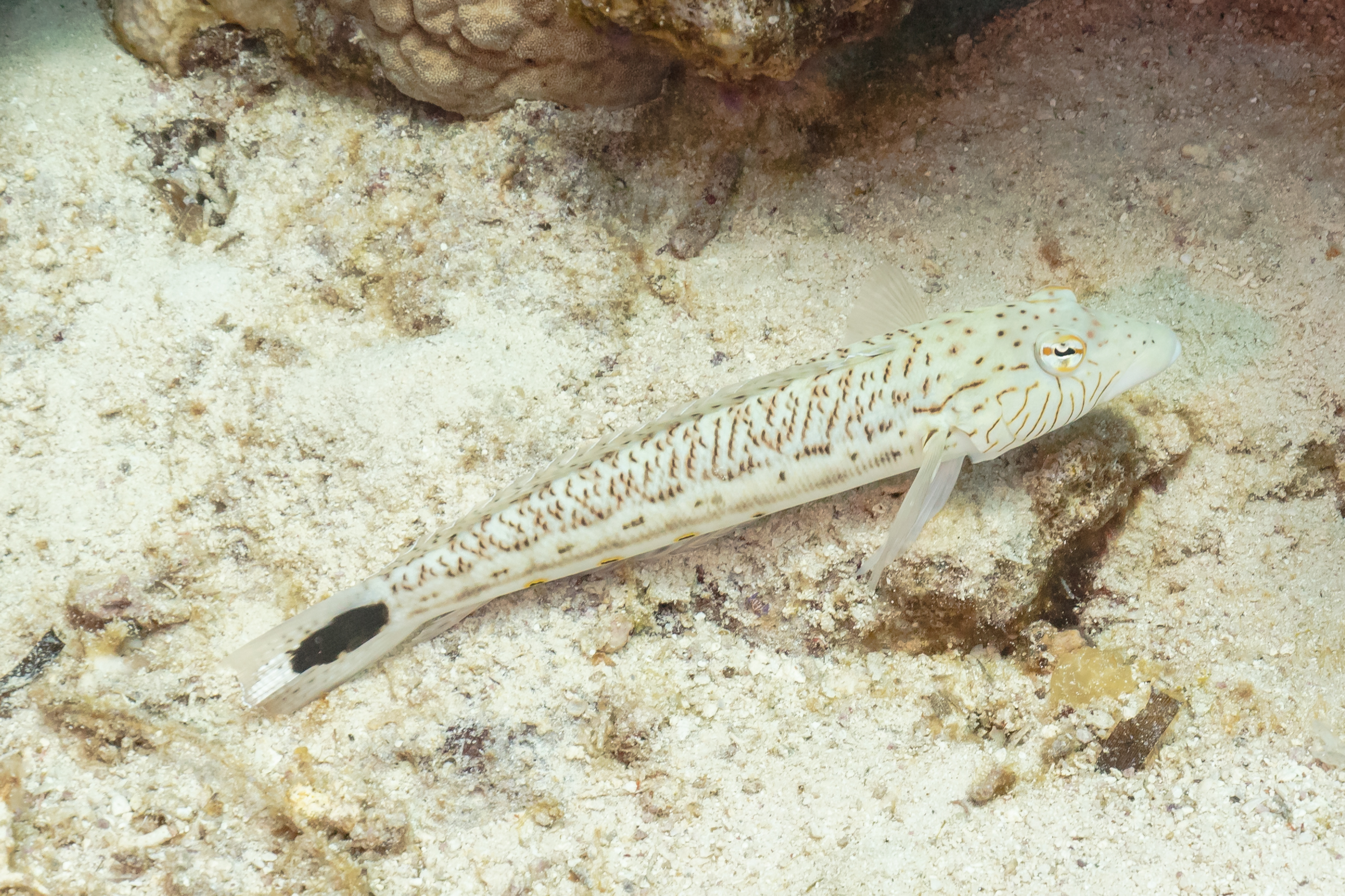
Mâle